# Selasphorus
Genre
Statut CITES
Selasphorus est un genre d'Oiseaux appartenant à la famille des Trochilidae.

## Liste des espèces
D'après GBIF (12 avril 2024) et la classification de référence (version 14.1, 2024) du Congrès ornithologique international (ordre phylogénique) :
- Selasphorus platycercus (Swainson, 1827) – Colibri à queue large
- Selasphorus rufus (J.F.Gmelin, 1788) – Colibri roux
- Selasphorus sasin (R.Lesson, 1829) – Colibri d'Allen
- Selasphorus ellioti (Ridgway, 1878) – Colibri d'Elliot
- Selasphorus flammula Salvin, 1865 – Colibri flammule
- Selasphorus heloisa (R.Lesson & Delattre, 1839) – Colibri héloïse
- Selasphorus ardens Salvin, 1870 – Colibri ardent
- Selasphorus scintilla (Gould, 1851) – Colibri scintillant
- Selasphorus calliope (Gould, 1847) – Colibri calliope

## Systématique
Le nom valide complet (avec auteur) de ce taxon est Selasphorus Swainson, 1832.
Selasphorus a pour synonymes :
- Atthis Reichenbach, 1854
- Selasopherus Reichenbach, 1855
- Selatophorus Newton, 1893
- Selosphorus Bonaparte, 1849
- Stellula Gould, 1861